# Liste deutscher Inseln
Diese Liste zeigt die zur Bundesrepublik Deutschland in Nord- und Ostsee gehörenden Inseln. Die in den Binnengewässern (Flüssen, Seen) liegenden Inseln sind in der Liste der Binneninseln aufgeführt.

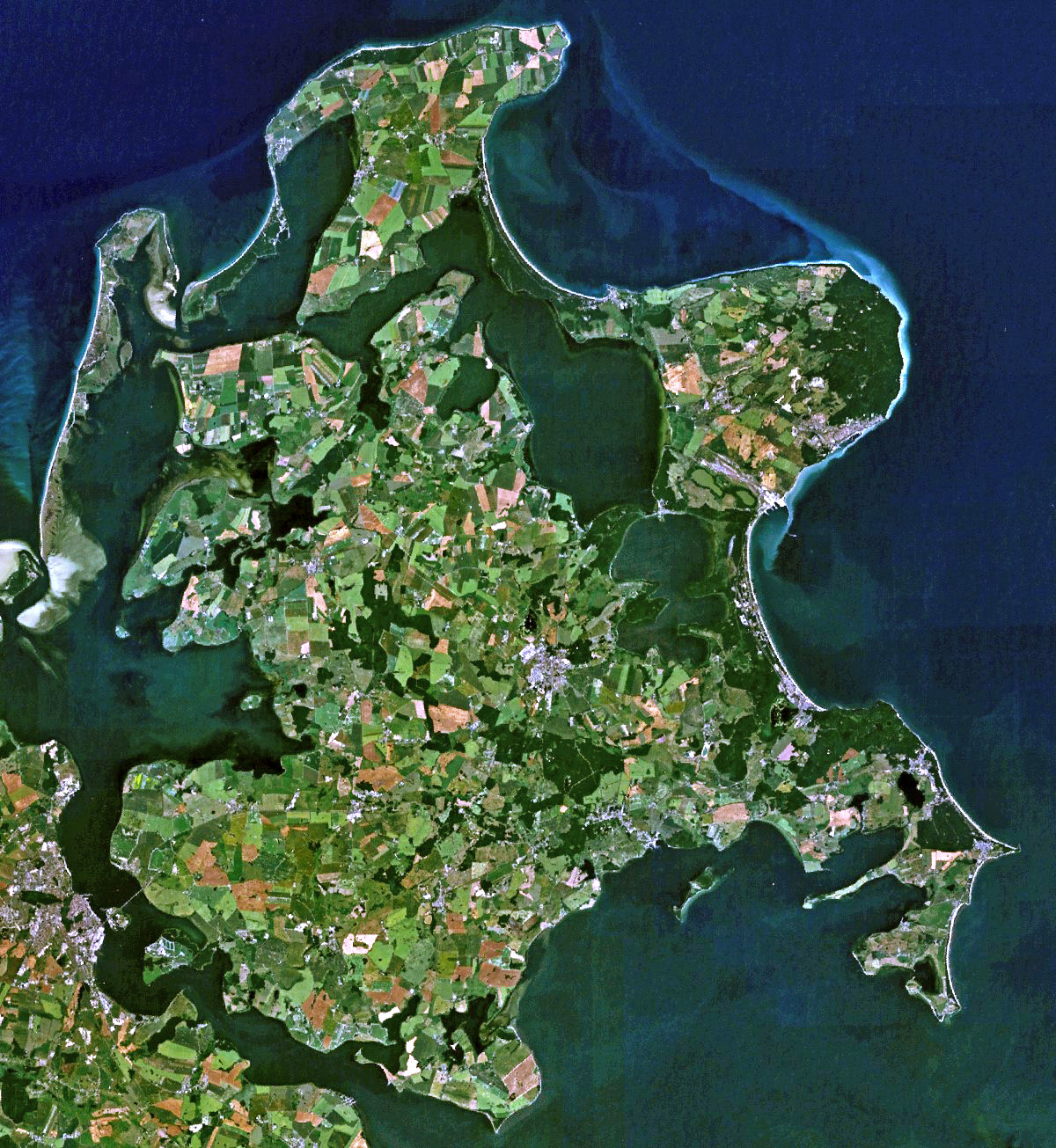
Satellitenbild von Rügen, der größten deutschen Insel

## Die 20 größten deutschen Inseln
| Rang | Insel         | Gewässer | Land | Landkreis             | Fläche (km²) |
| ---- | ------------- | -------- | ---- | --------------------- | ------------ |
| 01.  | Rügen         | Ostsee   | MV   | Vorpommern-Rügen      | 926,0        |
| 02.  | Usedom 1      | Ostsee   | MV   | Vorpommern-Greifswald | 373,0        |
| 03.  | Fehmarn       | Ostsee   | SH   | Ostholstein           | 185,4        |
| 04.  | Sylt          | Nordsee  | SH   | Nordfriesland         | 99,2         |
| 05.  | Föhr          | Nordsee  | SH   | Nordfriesland         | 82,9         |
| 06.  | Pellworm      | Nordsee  | SH   | Nordfriesland         | 37,4         |
| 07.  | Poel          | Ostsee   | MV   | Nordwestmecklenburg   | 34,3         |
| 08.  | Borkum        | Nordsee  | NI   | Leer                  | 30,7         |
| 09.  | Norderney     | Nordsee  | NI   | Aurich                | 26,3         |
| 10.  | Amrum         | Nordsee  | SH   | Nordfriesland         | 20,4         |
| 11.  | Langeoog      | Nordsee  | NI   | Wittmund              | 19,7         |
| 12.  | Ummanz        | Ostsee   | MV   | Vorpommern-Rügen      | 19,6         |
| 13.  | Spiekeroog    | Nordsee  | NI   | Wittmund              | 18,2         |
| 14.  | Hiddensee     | Ostsee   | MV   | Vorpommern-Rügen      | 16,7         |
| 15.  | Juist         | Nordsee  | NI   | Aurich                | 16,4         |
| 16.  | Langeneß      | Nordsee  | SH   | Nordfriesland         | 11,6         |
| 17.  | Norderoogsand | Nordsee  | SH   | Nordfriesland         | 9,4          |
| 18.  | Wangerooge    | Nordsee  | NI   | Friesland             | 7,9          |
| 19.  | Baltrum       | Nordsee  | NI   | Aurich                | 6,5          |
| 20.  | Hooge         | Nordsee  | SH   | Nordfriesland         | 5,9          |

## Liste der deutschen Meeresinseln
Zur Bundesrepublik Deutschland gehören unter anderem folgende Meeresinseln:

### Ostsee
- Ahrendsberg
- Balmer Werder
- Barther Oie
- Baumwerder
- Beuchel
- Bock
- Brinkenberg
- Bullenriff oder Kuhwerder
- Böhmke
- Dänholm (Kröslin)
- Dänholm
- Fährinsel
- Fehmarn
- Gänsewerder
- Görmitz
- Greifswalder Oie
- Großer Werder (Zingst)
- Großer Wotig
- Grot Deil
- Heuwiese
- Hiddensee
- Kastenwerder
- Kieler Ort
- Kirr
- Kleiner Rohrplan
- Kleiner Werder
- Kleiner Wotig
- Kleine Werder
- Koos
- Langenwerder
- Liebes
- Liebitz
- Mährens
- Öhe
- Poel
- Prosnitzer Werder oder Gustower Werder
- Riems
- Riffbrink
- Riether Werder
- Ruden
- Rügen
- Schlossinsel
- Struck (Halbinsel)
- Tedingsinsel
- Tollow
- Ummanz
- Urkevitz
- Usedom
- Vilm
- Vogelinsel  oder Vauglinsel
- Walfisch
- Warder
- Weidenschwanz
- Werder
- Wührens

### Nordsee
- Helgoland
  - Düne

- Nordfriesische Inseln
  - Amrum
  - Föhr
  - Pellworm
  - Sylt
    - Uthörn

  - Halligen
    - Gröde
    - Habel
    - Hooge
    - Hamburger Hallig
    - Langeneß
    - Nordstrandischmoor
    - Oland
    - Norderoog
    - Süderoog
    - Südfall

  - Norderoogsand

- Inseln in der Meldorfer Bucht
  - Blauort
  - Trischen

- Neuwerk

- Scharhörn und Nigehörn

- Ostfriesische Inseln
  - Mellum
  - Minsener Oog
  - Wangerooge
  - Spiekeroog
  - Langeoog
  - Baltrum
  - Norderney
  - Juist
  - Memmert
  - Kachelotplate
  - Lütje Hörn
  - Borkum

- Künstliche Inseln

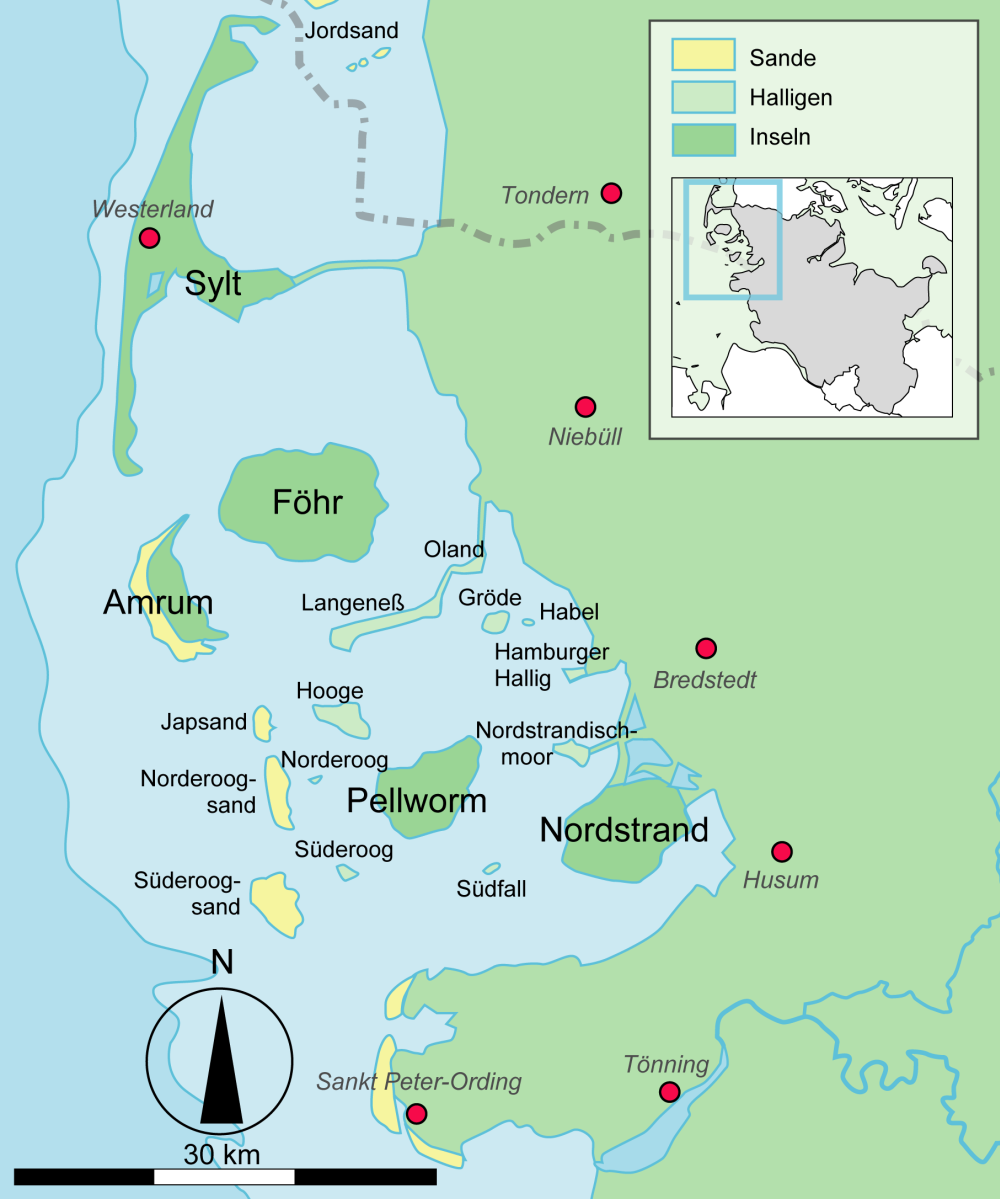
Nordfriesische Inseln

Ostfriesische Inseln

  - Langlütjen I und II vor Bremerhaven